# To Be Sung
To Be Sung est un opéra de chambre en anglais du compositeur français Pascal Dusapin d'après A Lyrical Opera Made by Two de Gertrude Stein. L'œuvre a été représentée pour la première fois en public le 17 novembre 1994 à Nanterre.

## Historique
Le compositeur Pascal Dusapin souhaitait travailler avec l'artiste contemporain américain James Turrell. Il profite d'une commande de l'ATEM pour lui proposer de travailler sur un texte de Gertrude Stein, A Lyrical Opera Made by Two, qu'il mettrait en musique et dont Turrell assurerait la scénographie du spectacle. La partie électroacoustique est réalisée à l'IRCAM.
L'opéra de chambre est créé le 7 novembre 1994, à Nanterre, au festival d'automne à Paris, au Théâtre des Amandiers, par Sarah Leonard, Susan Narucki, Rosemary Hardy (sopranos), Geoffrey Carey (récitant) et l'Ensemble Modern sous la direction d'Olivier Dejours, dans une mise en scène de Pascal Dusapin et François de Carpentiers, et une scénographie de James Turrell.
Il est rejoué le 7 avril 2009 à la Cité de la musique, avec Claron McFadden, Claire Booth, Anna Stephany (sopranos), Geoffrey Carey (récitant), et l'Ensemble intercontemporain dirigé par Alain Altinoglu, avec des costumes de Christian Lacroix et Sébastien Michaud à la lumière.

## Intrigue
Le texte de Stein ne comporte ni personnage, ni action : « nul drame antique, mais une prose d'imagination pure ». 
Le spectacle est purement musical et visuel, entre le chant des trois sopranos et les jeux de lumière mis en scène par James Turrell.

## Discographie
- To Be Sung, (1997), MFA/Radio France, 2002